# TOI-2803
TOI-2803 — двойная звезда в созвездии Большого Пса на расстоянии приблизительно 1590 световых лет (около 488 парсек) от Солнца. Визуальная звёздная величина звезды — +12,54m. Возраст звезды определён как около 3,7 млрд лет.
Вокруг звезды обращается, как минимум, одна планета.

## Характеристики
Первый компонент — жёлто-белая звезда спектрального класса F7V. Масса — около 1,28 солнечной, радиус — около 1,245 солнечного, светимость — около 2,17 солнечной. Эффективная температура — около 6161 K.
Второй компонент — жёлто-белая звезда спектрального класса F8V. Удалён в среднем на 9656 а.е.

## Планетная система
В 2022 году группой астрономов было объявлено об открытии планеты TOI-2803 Ab.